# Gabriel Barletta
Gabriel Barletta OP (Gabriele de Brunis de Barletta; italienisch Gabriele da Barletta; † nach 1480) aus Barletta oder Aquino war ein italienischer Geistlicher und Prediger.
Zu seiner Zeit war er so berühmt, dass er zum Sprichwort wurde: "Nescit predicare qui nescit barlettare" (lateinisch: Es weiß nicht zu predigen, wer nicht weiß zu barlettare).

## Leben
Gabriele de Brunis de Barletta (auch de Barulo) lebte im 15. Jahrhundert in Oberitalien. Er war berühmt dafür, dass er gleich flüssig in Latein und in Umgangssprache predigte und beide Stile gekonnt mischte.
Gabriel war zunächst Diakon in Florenz und studierte an den Universitäten von Perugia und Siena und erhielt 1472 einen Abschluss an der Università di Parma.
Er wirkte als Magister der Theologie an der Universität Parma, war Prior des Klosters Convento di Santo Spirito in Siena, und später im Kloster Convento di san Cataldo in Rimini. Thomas Kaeppeli, der bedeutendste Biograph des Dominikanerordens, bezeichnet ihn als "Vorzeige-Prediger des Wortes Gottes".
Man nimmt an, dass er nach 1480 gestorben ist.

## Werke
Von seinen Werken sind Predigten überliefert, speziell die Sermones quadragesimales et de sanctis ("Predigten zu den Fastentagen und den Heiligen", 87 Predigten), die vor allem im 16. Jahrhundert große Verbreitung fanden.
Die Stadtbibliothek "Sabino Loffredo" di Barletta besitzt einen der ältesten Drucke, einen Inkunabeldruck von 1497 aus Brescia.
Seinerzeit waren Predigten ein Ereignis und ein Anlass zur moralischen und religiösen Erbauung. Gabriel nutzte die Predigten zur Verbreitung von Ideen und zur Bildung eines Zivilisations-Kodex.
Zu diesem Zweck nahm er sich gewisse linguistische Freiheiten und gab den Predigten einen theatralischen Charakter. Nach kurzer Einleitung steuerte die Predigt auf einen Witz (facecia, wörtl. "Gesicht") zu. Gabriel scheute sich auch nicht, im Gegensatz zu der vorherrschenden Strenge seiner Epoche Mundart zu verwenden. Er schloss jedoch die Gelehrsamkeit aus seinen Predigten nicht aus, die oft dicht mit Zitaten der lateinischen Autoren, biblischen Quellen und Worten der Kirchenväter und Scholastiker, aber auch Schriftstellern der Lingua volgare gespickt waren.
In jeder Homilie wird zunächst ein Thema angekündigt. Nach diesem Exordium wird das Thema nach dem traditionellen Schema von ratio (vernunftgemäßer Auslegung), auctoritate (Autorität der Heilige Schriften) und exemplo (Beispiel aus einer Geschichte der Heiligen oder dem täglichen Leben) entfaltet. Die Predigten von Gabriel bieten ein lebendiges Bild des Lebens in der zweiten Hälfte des 15. Jahrhunderts.
Im Bezug auf die Themen bieten die Predigten viele Ermahnung gegen die Ungerechtigkeit der Reichen gegenüber den Armen, zur Einhaltung der göttlichen Gebote und Vorwürfe gegen die Lockerung der Sitten insbesondere bei den Kirchenmännern.

### Weitere Werke
- Tabula super Bibliam
- Votum de libro De divina praeordinatione vitae et mortis humanae
- Sermones fratris Gabrielis Barelete tam quadrigesimales, quam de sanctis noviter impressi. Brescia 1497 (1507).